# Rob Henneveld
Robert Jacobus „Rob” Henneveld (ur. 15 września 1963 w Maassluis) – holenderski judoka. Olimpijczyk z Los Angeles 1984, gdzie zajął siódme miejsce w wadze średniej.
Uczestnik mistrzostw świata w 1983 i 1987. Piąty na mistrzostwach Europy w 1984. Brązowy medalista wojskowych MŚ w 1986 roku.
Jego żoną jest Chantal Han, judoczka i olimpijka z Barcelony 1992.

## Letnie Igrzyska Olimpijskie 1984
| Konkurencja | Rundy eliminacyjne | Repasaże             | Repasaże             | Klas. końcowa |
| Konkurencja | Przeciwnik I       | Przeciwnik I         | Przeciwnik II        | Miejsce       |
| ----------- | ------------------ | -------------------- | -------------------- | ------------- |
| 78 kg       | Neil Adams (GBR) P | Brett Barron (USA) Z | Michel Nowak (FRA) P | 7.            |